# Vasilj Gaćeša
Vasilije Vasilj Gaćeša (Vlahović, 1. studenoga 1906. – Brubno, 29. travnja 1942.) bio je sudionik Narodnooslobodilačke borbe i narodni heroj Jugoslavije.

## Životopis
Rođen je 1. studenoga 1906. u selu Vlahoviću kod Gline u Banovini. Potječe iz seljačke obitelji. Još kao dječak od osam godina ostao je bez oca. Iako je njegov brat Đuro bio stariji, imanje je vodio Vasilj. Još prije Drugoga svjetskog rata Vasilj se družio s komunistima svojeg kraja, pa su ga tadašnje vlasti zato često proganjale.
Kapitulacija jugoslavenske vojske 1941. zatekla ga je u Šibeniku u činu rezervnog artiljerijskog podnarednika. Gaćeša se uspio preko Bosne vratiti kući. Već u travnju i svibnju 1941. žandari i ustaše tražili su ga svakog dana, ali se on za to vrijeme skrivao po okolnim šumama. Saznavši za naredbe Komunističke partije Jugoslavije o podizanju oružanog ustanka, Vasilj je s drugim komunistima iz svojega kraja okupljao ljude, govorio im o ustaškoj opasnosti i da prikupljaju oružje. Sredinom srpnja 1941. s Gaćešom je bilo već 30 ustanika naoružanih lovačkim puškama, kuburama kremenjačama i ponekom vojničkom puškom.
Partijsku odluku donesenu u šumi Abez kraj Gvozda 19. i 20. srpnja 1941. o podizanju ustanka na Banovini i Kordunu Gaćeša je počeo provoditi u djelo već s 23. na 24. srpnja 1941., kada je s ustanicima raspoređenima u tri grupe napao željezničku postaju i općinu u Banskom Grabovcu. U akciji je bila uništena žandarmerijska posada, željeznička postaja i oduzeto 12 pušaka sa streljivom. Dana 24. srpnja 1941. Gaćeša je okupio prvu grupu banijskih partizana u Šamarici, kod Jovina groba. Oni su vodili brigu o životu izbjeglog naroda iz sela Vlahovića, Grabovca, Drenovca, Šušnjara i Luščana i u tu svrhu organizirali rad pekara, mlinova, straže, zemunice i druge potrebe za život u šumi.
Na konferenciji vojno-partijskih delegata Korduna i Banovine na Petrovoj gori 19. i 20. rujna 1941. predstavnik Banovine bio je zapovjednik Vasilj Gaćeša. Istog dana bio je primljen je za člana Komunističke partije Jugoslavije. U rujnu je iz okoline Siska u Šamaricu došla grupa hrvatskih partizana, što je imalo iznimnu važnost za razvitak ustanka u ovom kraju.
Banovinci su imali i prvi top koji je napravio seoski majstor Simo Jednak. U napadu su se uvijek koristili svojim topovima, kojih je krajem 1941. bilo oko 20. Vasilj Gaćeša postao je član Glavnog štaba NOP odreda Hrvatske u listopadu 1941. na osnivačkoj sjednici u selu Vučkovići na Petrovoj gori. Sa svojim odredom napadao je ustaško-žandarmerijske i domobranske posade u Bačugi, Gvozdanskom Vlahoviću, Malom Gracu, Klasniću, Žrovcu, Obljaju, Zrinu i drugim mjestima. U prosincu 1941. postao je zapovjednik Banijskog partizanskog odreda.
Posebno teške, ali uspješne borbe vodio je zimi i u rano proljeće 1942. Iako su sve postrojbe bile upućene preko Une za Bosnu, Vasilj s proleterskom četom i zapovjednikom Nikolom Demonjom neprijatelju  je nanio teške poraze na Banovini. U travnju 1942. Gaćeša je, poslije postavljene zasjede ustašama u Trnovcu, otišao sa svojim izmorenim, izgladnjelim i promrzlim borcima u selo Brubno. Borce su u noći 29. travnja 1942. opkolili ustaše s jednim vodom boraca i, poslije borbe prsa u prsa, Gaćeša je poginuo. Njegovo tijelo preneseno je u Trnovac, u podnožje Šamarice i 1. svibnja 1942. sahranjeno uz počasni plotun Demonjine proleterske čete.

## Nasljeđe
U znak sjećanja ime Vasilja Gaćeše nosila je Prva brigada Sedme udarne banijske divizije.
Ukazom Predsjedništva Antifašističkoga vijeća narodnog oslobođenja Jugoslavije 6. prosinca 1944. među prvim borcima Narodnooslobodilačke vojske proglašen je za narodnoga heroja.